# بابينيكو
بابينيكو (اليابانية: バ 美 肉) هو مصطلح ياباني لصورة رمزية على الإنترنت تصور شخصية أنثوية على غرار الرسوم المتحركة، يستخدمها منشئو المحتوى الذين غالبًا ما يكونون (ولكن ليس دائمًا) من الذكور، لأغراض مواجهة الجمهور. المصطلح اختصار لعبارة «بيشوجو جونيكو الافتراضية» (バ ー チ ャ ル 美 少女 受 肉 ، والتي تعني «تجسّد الفتاة الافتراضية» ) أو «افتراضية Bishoujo self-Juniku» (バ ー チ ャ ル 美 少女 セ ル フ 受 肉 ، والتي تعني «الفتاة الافتراضية» [تجسيد الذات]).}}. يتم تهجئتها أيضًا باسم «virbiniku: فيربينيكو».
يمكن أن يتضمن بابينيكو ارتداء صورة رمزية لفتاة لطيفة، أو تمثيل فتاة افتراضية في مساحة افتراضية مثل الظهور على برامج التشات التفاعلية (VRChat)، أو العمل كممثل افتراضي على منصات صناعة المحتوى مثل يوتيوب أو آيدول افتراضي. حيث يمكنهم تغيير صوتهم إلى صوت فتاة جميلة باستخدام مغير الصوت أو تعديل حدة الصوت، أو يمكنهم مجرد استخدام صوتهم الطبيعي باستخدام نموذج ثلاثي الأبعاد أو نموذج Live2D أو صورة ثابتة. على سبيل المثال: إذا تجسد ذكر بالغ، فإنه سيُدعى «بابينيكو أوجي سان» بمعنى (バ 美 肉 お じ さ ん ، «الرجل المتجسد»). والآن غالبًا ما تُستخدم كلمة "Babiniku" على أنها Babiniku Oji-san بمعنى (رجل متجسد) على الرغم من أنه كان يرتدي في الأصل صورة رمزية لطيفة.
في سياق توضيح المصطلح بابينيكو فإنه يشير إلى معنى التجسد أي مفهوم أخذ جسد أفاتار وهو يختلف عن المفهوم المسيحي «التجسد».

## أصل التسمية
في مجتمع يوتيوب الافتراضي الياباني، يُطلق على المؤدي اسم الروح (اليابانية:魂، هيبورن: تاماشي)، ويُطلق على نموذج الشخصية اسم نيكوتاي (肉体 ، «لحم» أو «جسد»)، وفعل الحصول على النموذج يسمى (juniku) (受 肉 ، «التجسد») في اليابانية. كلمة «التجسد» مشتقة مما قالته اليوتيوبر (تسوكينو ميتو:Tsukino Mito) إنها قد حصلت على نموذج ثلاثي الأبعاد لنفسها.
في مجتمع مستخدمي يوتيوب الافتراضي، غالبًا ما تكون الروح والجسد من نفس الجنس. من ناحية أخرى في نهاية عام 2017، "Virtual noja-loli kitsune musume YouTuber Oji-san" (اليابانية: バ ー チ ャ ル の じ ゃ ロ リ 狐 Youtuber お じ さ ん، "افتراضية noja  -فتاة لوليتا الثعلب يوتيوب الرجل"، الاختصار:Noja-oji)، وهو أنثى في الجسد وذكر في الروح والصوت، الأمر الذي أصبح شائعًا.</ref>
كشفت (هو-هي) أن روحها ذكر (رجل) وأظهرت أنها يمكن أن تكون شخصية بنت جميلة حتى لو كانت ذكرًا، بينما يظل مظهرها وصوتها ذكرًا. هناك أيضًا العديد من مستخدمي يوتيوب الظاهريين و يوتيوبرز البابينيكو الذين بدأوا العمل بعد مشاهدة مقاطع الفيديو الخاصة بها. لقد خلقت إحساسًا بالقيمة أنه لا يهم ما إذا كانت الشخصية شابًا في داخلها طالما كانت الشخصية لطيفة.